# 天慶 (遼)
天慶（てんけい）は、遼の天祚帝耶律延禧の治世で使用された元号。1111年 - 1120年。
- 元年：乾統より改元
- 5年：阿骨打が帝位に即位、金を立てる。金軍に敗れる。
- 9年：阿骨打を東懐国皇帝に封じるも、阿骨打はこれを拒否。
- 10年：金が上京を陥す。保大に改元

## 西暦との対照表
| 天慶 | 元年   | 2年    | 3年    | 4年    | 5年    | 6年    | 7年    | 8年    | 9年    | 10年   |
| 西暦 | 1111年 | 1112年 | 1113年 | 1114年 | 1115年 | 1116年 | 1117年 | 1118年 | 1119年 | 1120年 |
| 干支 | 辛卯   | 壬辰   | 癸巳   | 甲午   | 乙未   | 丙申   | 丁酉   | 戊戌   | 己亥   | 庚子   |